# Зозів (Рівненський район)
Зо́зів —  село в Україні, у Рівненському районі Рівненської області. Населення становить 242 осіб.

## Археологія
Розкопано наземні житла здовбницького етапу Городоцько-здовбицької культури бронзової доби. Вони мали дві частини — наземну (каркасно-стовпову) та заглиблену з материковою лежанкою. Вогнища для обігріву та приготування їжі розміщувалися в наземній частині споруд. Поховання влаштовували в ґрунті, у кам'яних спорудах чи в ямах. Небіжчиків укладали на бік, дещо скорченими, головою на захід.[джерело?]